# Záluží (Spálené Poříčí)
Záluží (německy Salusch) je malá vesnice, část města Spálené Poříčí v okrese Plzeň-jih v Plzeňském kraji. Nachází se asi tři kilometry severovýchodně od Spáleného Poříčí. Záluží leží v katastrálním území Záluží u Spáleného Poříčí o rozloze 2,33 km².

## Historie
První písemná zmínka o vesnici pochází z roku 1379.

## Obyvatelstvo
| Rok            | 1869 | 1880 | 1890 | 1900 | 1910 | 1921 | 1930 | 1950 | 1961 | 1970 | 1980 | 1991 | 2001 | 2011 | 2021 |
| -------------- | ---- | ---- | ---- | ---- | ---- | ---- | ---- | ---- | ---- | ---- | ---- | ---- | ---- | ---- | ---- |
| Počet obyvatel | 99   | 95   | 85   | 85   | 86   | 87   | 83   | 60   | 58   | 60   | 43   | 37   | 17   | 15   | 20   |
| Počet domů     | 15   | 14   | 15   | 14   | 14   | 14   | 14   | 14   | 14   | 14   | 11   | 12   | 14   | 14   | 14   |

## Obecní správa
Při sčítání lidu v letech 1850–1920 Záluží bylo osadou obce Těnovice v okrese Plzeň. V letech 1921–1949 bylo samostatnou obcí v okrese Plzeň. V letech 1950–1985 bylo znovu osadou obce Těnovice, se kterým patřilo nejprve do okresu Blovice, ale od roku 1960 v okrese Plzeň-jih. Od 1. ledna 1986 je částí města Spálené Poříčí v okrese Plzeň-jih.